# Linia kolejowa Wołchow – Czudowo
Linia kolejowa Wołchow – Czudowo – linia kolejowa w Rosji łącząca stację Wołchowstroj I ze stacją Czudowo Moskiewskie. Biegnie wzdłuż rzeki Wołchow. Zarządzana jest przez regiony wołchowstrojewski (odcinek Wołchowstroj I – Porogi) oraz petersburski (pozostały fragment linii) Kolei Październikowej (część Kolei Rosyjskich). 
Linia położona jest w obwodach leningradzkim i nowogrodzkim. Na całej długości jest zelektryfikowana. Odcinki Wołchowstroj I – Porogi oraz Czudowo Kirowskie – Czudowo Moskiewskie są dwutorowe; pozostała część linii jest jednotorowa.